# Walid
Walid (in alfabeto arabo: وليد) è un nome proprio di persona arabo maschile.

## Varianti
- Altre traslitterazioni: Waleed, Oualid (influenzata dal francese[3])

## Origine e diffusione
Si basa sul verbo arabo ولد (walada, "dare alla luce", "far nascere"), e quindi significa "neonato", "figlio".

## Persone
- Walid Abbas, calciatore emiratino
- Walid Atta, calciatore svedese
- Walid Jumblatt, politico libanese
- Walid Khalidi, storico palestinese
- Walid Soliman, scrittore e traduttore tunisino

### Variante Waleed
- Waleed Abdullah, calciatore saudita
- Waleed Bakshween, calciatore saudita
- Waleed Salim, calciatore emiratino
- Waleed Zuaiter, attore statunitense